# Jean Moutschen
Pour les articles homonymes, voir Moutschen.
 (mars 2012).
Si vous disposez d'ouvrages ou d'articles de référence ou si vous connaissez des sites web de qualité traitant du thème abordé ici, merci de compléter l'article en donnant les références utiles à sa vérifiabilité et en les liant à la section « Notes et références ».
Jean Joseph Moutschen, né à Jupille le 2 juillet 1907, mort à Liège le 7 janvier 1965, est un architecte liégeois. Il est le frère de Joseph Moutschen, de 12 ans son aîné. Il est diplômé de l'Académie des Beaux-Arts de Liège en 1931.

## Biographie
Jean Moutschen est membre du Groupe l'Équerre, qu'il fonde en 1935 avec Victor Rogister, Émile Parent, Edgard Klutz, Albert Thibaux et Yvon Falise. Il est nommé architecte municipal de la Ville de Liège en 1937.Par ses réalisations, il s'oppose à ses prédécesseurs par des réalisations modernistes, particulièrement dans les établissements scolaires de la ville comme le lycée Léonie de Waha, le complexe scolaire André Bensberg, le groupe scolaire Hazinelle et l'Institut polytechnique.
Il est inhumé à Jupille-sur-Meuse.

## Principales réalisations
- réalisations du groupe l'Équerre
- 1936-1938 : lycée Léonie de Waha (1936-1938), boulevard d'Avroy, à Liège. C’est un bâtiment typiquement moderniste : monumental, fonctionnel, intégrant des espaces de vie exceptionnels pour l’époque (laboratoire, piscine, internat, salle des fêtes, salle de musique) et une vingtaine d’œuvres d’artistes liégeois contemporains. La piscine est ornée de mosaïques, dues à Adrien Dupagne. Le bâtiment abrite aussi des vitraux de Marcel Caron, deux peintures de Fernand Steven, une peinture sur verre de Edgar Scauflaire, deux fresques, d'Auguste Mambour et de Robert Crommelynck, des œuvres d'Auguste Donnay, Edmond Delsa, une mosaïque d'Oscar Berchmans. Le Lycée Léonie de Waha a été classé le 17 mai 1999[4].

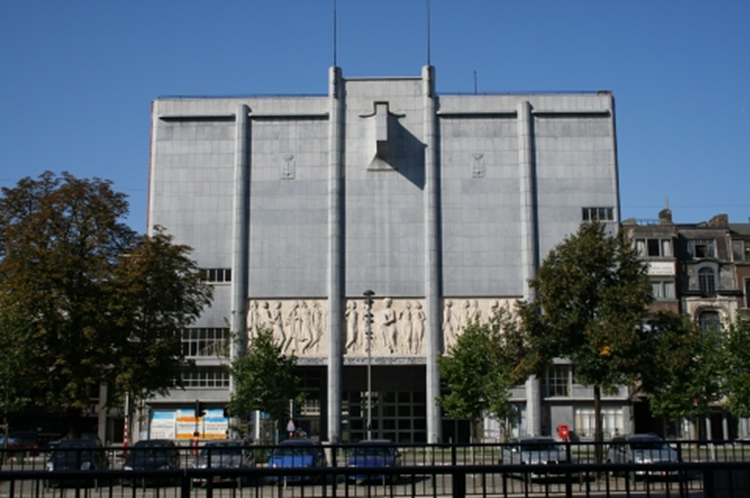
Façade du lycée Léonie de Waha.

- 1939 : Palais des fêtes de la Ville de Liège lors de l'exposition de 1939 (actuel palais des Sports de Coronmeuse). Les dessins préparatoires du Palais sont de son frère Joseph Moutschen. Le bâtiment abrite un bas-relief d'Adolphe Wansart.

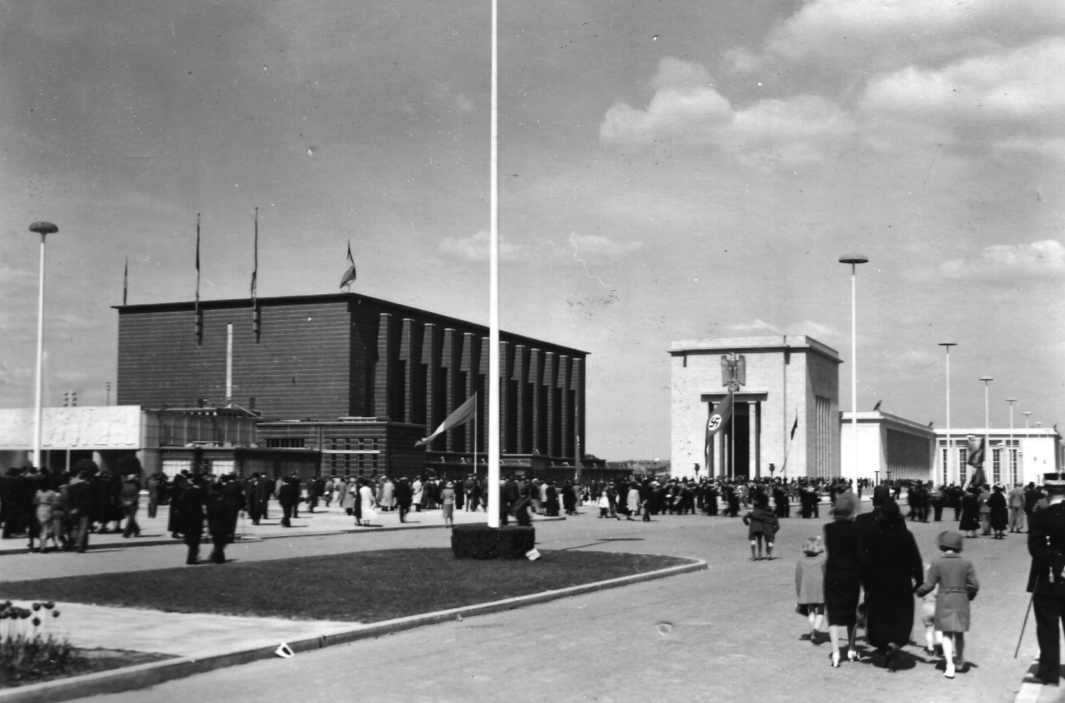
Palais des Sports (à gauche).

- 1951 : rénovation du château de Peralta ou château de Kinkempois.
- 1960-1964 : Institut Hazinelle, place Saint-Paul à Liège[2].
- 1960-1964 : Institut Polytechnique, quai Gloesener à Liège[2].